# Paşalimanı
Isla Paşalimanı (en turco: 'Paşalimanı Adası'), anteriormente llamada Halone (en griego: Αλώνη), es una pequeña isla en el sur del mar de Mármara, en Turquía. La isla es la cuarta isla más grande (21,3 km²) de Turquía y administrativamente pertenece a la ciudad de Erdek de la provincia de Balikesir en el noroeste de Turquía. La isla tiene cinco pequeños pueblos y tiene una población de 962 en total. La isla también es parte del archipiélago de Mármara junto con otras tres islas "Mármara, Avşa y Ekinlik".

## Historia
La isla Paşalimani fue habitada por primera vez durante la era calcolítica, al igual que las islas vecinas "Avşa y Mármara". Según las fuentes Hititianas, el área estaba bajo el dominio de Troya (Wilusa) durante el 1300 antes de Cristo. En el 844 aC colonizadores iónicos de Mileto ocuparon la zona. En el 493 a. C., la isla fue devastada por los fenicios, ya que los isleños se enfrentaron a las invasiones persas. En consecuencia, nuevos colonos jónicos trajeron y se establecieron desde Mileto y la isla de Samos. La isla Halonia estuvo bajo el dominio bizantino hasta que los otomanos capturaron el archipiélago en el siglo XV. Durante el período otomano, hasta 1923, griegos y turcos convivieron en paz. En 1923 Turquía y Grecia acordaron intercambiar la población y la gente de habla griega de la isla se fue. Hoy en día, la población local de la isla es originaria de Grecia, Bosnia y la región del Mar Negro de Turquía.

## Pueblos y Población
La isla Paşalimanı tiene cinco pueblos y no tiene ninguna ciudad central administrativa. Al contrario que las otras islas circundantes, la isla de Paşalimanı pertenece a la provincia de "Erdek", no a "Mármara", la ciudad central del archipiélago.
- Harmanlı (Griego: Halonia); 285 hab.
- Paşalimanı; 180 hab.
- Poyrazlı (Griego: Voria); 184 hab.
- Balıklı (Griego: Skupia); 159 hab.
- Tuzla (Griego: Huhla); 154 hab.